# Celleporaria brunnea
Celleporaria brunnea är en mossdjursart som först beskrevs av Walter Douglas Hincks 1884.  Celleporaria brunnea ingår i släktet Celleporaria och familjen Lepraliellidae. Inga underarter finns listade i Catalogue of Life.